# Villentrois-Faverolles-en-Berry
Villentrois-Faverolles-en-Berry é uma comuna francesa na região administrativa do Centro-Vale do Loire, no departamento de Indre. Estende-se por uma área de 73.79 km². Em 2010 a comuna tinha 883 habitantes (densidade: 12 hab./km²).
Foi criada em 1 de janeiro de 2019, a partir da fusão das antigas comunas de Villentrois (sede da comuna) e Faverolles-en-Berry.